# Kohei Kurata
Kohei Kurata (蔵田 岬平 Kurata Kohei?), född 22 september 1990 i Kumamoto prefektur, är en japansk fotbollsspelare.
Kurata började sin karriär 2013 i Matsumoto Yamaga FC. 2014 flyttade han till Azul Claro Numazu.